# 柏戸利助
柏戸 利助（かしわど りすけ、天明3年（1783年） - 文政13年10月27日（1830年12月3日））は、陸奥国津軽郡（現：青森県五所川原市）出身の元大相撲力士。本名は川浪。最高位は東大関。

## 来歴
1783年に陸奥国津軽郡（現：青森県五所川原市）で生まれ、後に現在の五所川原市鶴ヶ岡に相当する地で育つ。土地相撲で三役を務めていたところを勧誘されて玉垣部屋に入門、1805年1月場所で初土俵を二段目付出として踏んだ。若名乗りは外ヶ濱。文化5年11月に頂利助と改名。文化8年閏2月に入幕し、文化9年11月場所4日目から柏戸利助を襲名。文化12年3月に大関昇進。好敵手である4代玉垣額之助と東西の大関として対決した。
身体の柔軟さに課題が残るものの筋骨隆々とした体格を存分に発揮して、優勝相当成績16回と雷電為右エ門・2代谷風梶之助に次ぐ成績を残したが、全勝が一度も無いのに加え、勝率もそれほど良いものでは無かった。それでも力感溢れる豪快な相撲で4代玉垣額之助や鳴滝忠五郎と競い合い、文化から文政にかけての相撲黄金時代を築き上げた。この成果が認められ、1823年に五条家から玉垣額之助と共に横綱免許を授与されたが、吉田司家に遠慮して、横綱土俵入りを含めて辞退した。
よきライバル関係だった玉垣額之助が現役死（文政7年（1824年）8月5日）すると、柏戸は大きなショックを受けたのか1825年1月場所では3敗7休と不本意な成績を残し、そのまま現役を引退した。引退前には二枚鑑札によって年寄・伊勢ノ海を襲名していた。弟子の鳥井崎与助が1830年春に急逝すると、後を追うかのように文政13年10月27日（1830年12月3日）に48歳で死去した。

## エピソード
- 1812年11月場所に師匠で養父の柏戸宗五郎（初代）の引退を受けて、「頂（いただき）」から「柏戸」と四股名を改めたが、1813年に師匠が現役時代の四股名だった「柏戸」として勧進元を務めたため、現役と年寄の両方に「柏戸」の名が載る珍しい事態となった。
- 柏戸が没してから約70年後の1900年、柏戸の生家の隣でのちに「昭和の名大関」と称される清水川元吉が誕生する。

## 主な成績
- 通算幕内成績：158勝37敗7分5預16無53休　勝率.810
- 幕内在位：29場所

### 場所別成績
| 1805年 | x                         | 幕下付出 –             |
| 1806年 | 東幕下19枚目 –            | 東幕下18枚目 –         |
| 1807年 | 東幕下18枚目 –            | 東幕下19枚目 –         |
| 1808年 | 東幕下14枚目 –            | 東幕下7枚目 8–1 1預    |
| 1809年 | 東幕下2枚目 4–3 2分1預    | 東幕下筆頭 6–2 1預1無  |
| 1810年 | 東幕下筆頭 4–4 1無        | 東幕下筆頭 5–3 2無     |
| 1811年 | 東前頭8枚目 5–1 1分1預2無 | 東前頭7枚目 3–2–4 1無  |
| 1812年 | 東前頭6枚目 4–0–1         | 東前頭4枚目 7–2 1分    |
| 1813年 | 東前頭筆頭 7–1 1分1無     | 西前頭筆頭 7–1 2無     |
| 1814年 | 西前頭2枚目 7–1–2         | 東関脇 7–1 1分1預      |
| 1815年 | 東大関 7–1–1 1無          | 東大関 6–1–3           |
| 1816年 | 東大関 7–1                | 東大関 9–0 1無         |
| 1817年 | 東大関 6–2–2              | 東大関 6–1–2 1預       |
| 1818年 | 東大関 6–1–2 1預          | 東大関 7–1–1 1無       |
| 1819年 | 東大関 5–1–2 2無          | 東大関 7–1–2           |
| 1820年 | 東大関 4–0 1分1無         | 東大関 6–1–2 1無       |
| 1821年 | 東大関 6–2–2              | 東大関 8–2             |
| 1822年 | 東大関 7–2–1              | 東大関 6–2–1 1無       |
| 1823年 | 東大関 1–1–5              | 東大関 5–3–1 1無       |
| 1824年 | 東大関 0–0–10             | 東大関 2–2–3 1分1預1無 |
| 1825年 | 東大関 引退 0–3–7         | x                      |
| 各欄の数字は、「勝ち-負け-休場」を示す。 優勝 引退 休場 十両 幕下 三賞：敢=敢闘賞、殊=殊勲賞、技=技能賞 その他：★=金星 番付階級：幕内 - 十両 - 幕下 - 三段目 - 序二段 - 序ノ口 幕内序列：横綱 - 大関 - 関脇 - 小結 - 前頭（「#数字」は各位内の序列） |                           |                        |

- 当時は十両の地位が存在せず、幕内のすぐ下が幕下であった。番付表の上から二段目であるため、現代ではこの当時の幕下は、十両創設後現代までの十両・幕下と区別して二段目とも呼ぶ。
- 二段目11枚目以下の地位は小島貞二コレクションの番付実物画像による。

## 改名歴
- 外ヶ濱 浪五郎 - 1805年10月場所 - 1808年3月場所
- 頂 利助 - 1808年10月場所 - 1812年11月場所
- 柏戸 利助 - 1813年1月場所 - 1825年1月場所